# Souleymane Youla
Souleymane Youla (Conakry, 29 november 1981) is een Guineese voetballer.

## Carrière
Souleymane Youla begon in zijn geboorteland Guinee te voetballen in de jeugdreeksen van Olympique Oroya en later in die van FC Satellite. In 1999 belandde de toen 18-jarige aanvaller in België bij voetbalclub KSC Lokeren. Daar moest hij mee het vertrek van Jan Koller naar RSC Anderlecht opvangen.
In zijn eerste seizoen voor de Waaslanders speelde hij 14 wedstrijden en was hij goed voor 9 doelpunten. Een opmerkelijk debuut voor de 18-jarige spits en dus kreeg hij in 2000 meteen de kans om een stapje hoger te zetten. Na slechts één wedstrijd voor Lokeren tijdens het seizoen 2000/01 ging ook Youla in op een aanbod van Anderlecht.
Bij paars-wit moest de Guinees de concurrentie aangaan met collega's zoals Tomasz Radzinski, Jan Koller, Oleg Iachtchouk en Aruna Dindane. In totaal kreeg hij 15 speelkansen bij de landskampioen van het seizoen 1999/00. Zijn opmerkelijkste wedstrijd was in de UEFA Champions League, waarin Anderlecht in Groep G won met 2-3 van PSV Eindhoven. Met nog slechts enkele speelminuten op het programma nam Youla de plaats in van Radzinski op het veld. Youla slaagde erin om in de 90ste minuut te scoren, waardoor Anderlecht de wedstrijd won en alleen leider werd in Groep G.
Ondanks een geslaagd seizoen bij Anderlecht besloot Youla opnieuw andere oorden op te zoeken. Voor een transferprijs van zo'n €1 miljoen vertrok hij naar het Turkse Gençlerbirliği SK. Daar werd hij meteen een vaste waarde. Youla bleef tot 2005 bij Gençlerbirliği en was goed voor 112 wedstrijden en 49 doelpunten. In 2004 bereikte hij met de nationale ploeg van Guinee de kwartfinale van de African Cup of Nations.
In 2005 maakte Youla de overstap van Gençlerbirliği naar de Turkse topclub Beşiktaş JK, waar hij in zijn eerste seizoen veel minder aan spelen toekwam. Een jaar later werd hij door de club uitgeleend aan het Franse FC Metz, waar hij de interesse van Lille OSC opwekte. In 2006 tekende hij een contract bij Lille.
Tot 2008 speelde hij bij Lille, waar hij opnieuw amper aan spelen toekwam. Daarom werd hij uitgeleend aan de Turkse club Eskişehirspor. In 2009 vertrok hij definitief naar de Turkse eersteklasser. Een jaar later vertrok hij naar tweedeklasser Denizlispor.
Op 12 november 2012 tekent Youla een contract bij SK Sint-Niklaas. Een jaar later trok hij naar de Franse derdeklasser Amiens SC. Na zes maanden keerde hij terug naar de Belgische lagere divisies: hij tekende voor derdeklasser RFC Tournai. Nadien volgden nog buitenlandse avonturen bij Budapest Honvéd FC en Indy Eleven, maar ook dáárna keerde Youla terug naar België. Hij speelde eerst een jaar bij KSK Ronse, hierna vertrok hij naar KVC Sint-Eloois-Winkel Sport, wie hij hielp om promotie naar Eerste klasse amateurs te vergaren, in 2019 zijn stopte met voetballen.

## Erelijst

### België
- Landskampioen : 2001 (RSC Anderlecht)
- Kampioen Tweede klasse amateurs VV A : 2019 (Sint-Eloois-Winkel Sport)

### Turkije
- Turkse Beker runner-up : 2003, 2004 (Gençlerbirliği SK)